# هکتور سیمون
هکتور سیمون (انگلیسی: Héctor Simón؛ زادهٔ ۱۳ مارس ۱۹۸۴) بازیکن فوتبال اهل اسپانیا است.
از باشگاه‌هایی که در آن بازی کرده‌است می‌توان به باشگاه فوتبال اسپانیول، باشگاه فوتبال ژیرونا، باشگاه فوتبال رئال اویدو، و باشگاه فوتبال سابادل اشاره کرد.
وی همچنین در تیم ملی فوتبال زیر ۲۰ سال اسپانیا بازی کرده‌است.